# 에반스 에반스
에반스 에반스(Evans Evans, 1936년 11월 26일 ~ )는 미국의 배우, 영화배우이다.
블루필드에서 태어났다.

## 영화
- 프라퍼시 (1979년)
- 아이스맨 코메스 (1973년)
- 스토리 오브 러브 스토리 (1973년)
- 우리에게 내일은 없다 (1967년) - 벨마 데이비스 역
- 올 폴 다운 (1962년)